# 白藤江之战 (981年)
981年白藤江之戰（越南语：／?）亦稱981年宋越戰爭（越南语：／?）、第一次抗宋战争（越南语：／?），指的是981年中國北宋與越南前黎朝之間的戰爭。因其交戰地點位於今越南北部的白藤江而得名。

## 起因
979年，越南丁朝宮廷發生內訌，原太子、南越王丁璉殺死太子丁項郎。不久宦官杜釋發動宮廷政變，殺死了丁部領和丁璉。阮匐、黎桓等人又殺死杜釋，扶立丁璿即位。隨後黎桓執掌政權，鎮壓阮匐等反對勢力。占城乘機進攻丁朝首都華閭。
宋朝知邕州太常博士侯仁寶與前宰相趙普為姻親，趙普政敵盧多遜任宰相後他被派到邕州做了九年官，一直想回老家洛陽。見交趾情勢不穩，侯仁寶上奏宋太宗，希望回中原面見皇帝討論對策。但盧多遜稱應盡早出兵，於是宋太宗任命侯仁寶為交州陸路水路轉運使。另任命蘭陵團練使孫全興、漆作使郝守俊、鞍轡庫使陳欽祚、左監門將軍崔亮為兵馬都部署；寧州刺史劉澄、軍器庫副使賈湜、供奉官閣門祗候王僎為兵馬都部署，伺機進攻丁朝。
丁朝太后楊雲娥得知宋朝調兵遣將將要南下，令黎桓整備兵馬。黎桓為心腹部將范巨備所擁戴，在軍中自稱皇帝，建立前黎朝；廢丁璿為衛王。

## 經過
宋太宗得知黎桓篡位，以扶立丁璿復位為名義，下令侯仁寶率陸軍出邕州，劉澄率水軍出廣州，立即發兵討伐黎桓，試圖水陸夾擊。宋太宗同時還向黎桓發出國書，斥責其篡奪丁朝皇位之事。黎桓派牙將江巨望假冒丁璿的使者出使宋朝，要求加封節度行軍司馬。宋太宗察覺到這是黎桓的緩兵之計，一面令宋軍繼續進兵；一面遣使赴黎桓處，要求黎桓或是交出丁璿母子，或是入朝受封。但黎桓不予理會。
980年，宋朝陸軍侯仁寶、孫全興部到達諒山，陳欽祚部到達西結，打敗數萬黎軍，殺死二千餘人。水軍則由劉澄率領，到達白藤江。黎桓命令在白藤江裡打下許多木樁，阻攔宋軍的戰船。次年春，宋軍在白藤江打敗黎軍，斬首千餘人，俘虜戰船二百餘艘。侯仁寶率軍先行，孫全興部停留在花步地區七十天等候劉澄的水軍。侯仁寶多次派人催促，但依舊滯留不前。劉澄軍到來後，兩軍方才合兵前進，由水路至多羅村。黎桓引兵退至支棱江，遣使向侯仁寶獻詐降書。侯仁寶中計，不以為備。於是黎桓夜襲宋軍軍營，擊潰宋軍，侯仁寶戰死。陳欽祚得知侯仁寶已戰敗身亡，率軍撤退，遭黎桓追擊，大敗。

## 戰後
轉運使許仲宣向宋太宗上奏此事，宋太宗下令撤軍回國。不久，宋太宗下詔懲治相關將領。劉澄憂驚病死，賈湜、王僎二人在邕州被處死。孫全興被押赴汴京斬首，其他將領都遭懲處。陣亡的侯仁寶則被追贈工部侍郎的官爵。
黎桓在宋軍退兵之後，試圖與宋朝重新修好外交關係。983年，黎桓遣使向宋朝朝貢，遣還俘虜，上表謝罪。986年，又遣牙校張紹馮、阮伯簪等朝貢，並要求宋朝承認其在越南的統治地位。宋朝最終於987年承認了黎桓的統治地位。